# Эксцентриково-циклоидальное зацепление
Эксцентриково-циклоидальное зацепление (ЭЦ-зацепление) — зубчатое зацепление, альтернативное эвольвентному, предложенное российскими инженерами в 2007 году. Зубья ведущего колеса (шестерни) в торцевом сечении представляют собой эксцентрики (полные или усеченные), а зубья ведомого колеса имеют профиль в виде циклоидальной кривой.

## Разновидности ЭЦ-зацепления
Существует несколько разновидностей эксцентриково-циклоидального зацепления: дисковое и гладкое (однозаходное и многозаходное).
В простейшем варианте — дисковом зацеплении — зуб шестерни в торцевом сечении представляют собой один эксцентрик. Зубья ведомого колеса имеют циклоидальный профиль. Поскольку такие профили обеспечивают контакт зубьев только на половине оборота эксцентрика, для обеспечения непрерывности контакта шестерня сформирована из нескольких эксцентриков на одной оси, повернутых относительно друг друга. Колесо также составлено из нескольких имеющих угловое смещение участков с зубьями циклоидального профиля.

Гладкое, однозаходное и двухзаходное ЭЦ-зацепление

Если в дисковом ЭЦ-зацеплении устремить толщину участков к нулю, а их количество к бесконечности, получается гладкое ЭЦ-зацепление. Оно имеет лучшие по сравнению с дисковым КПД, шумовые и другие характеристики. Его можно сделать многозаходным, что приведет к уменьшению передаваемого момента, но увеличению КПД и ресурса.

## Применение
На основе ЭЦ-зацепления, в частности, создан прототип редуктора для не состоявшегося проекта Ё-мобиля.